# Hans Bossink
Hans Bossink (21 april 1957) is een voormalig Nederlands voetballer. Hij speelde in het Nederlandse betaalde voetbal vijf seizoenen voor SC Heracles.

## Spelersloopbaan
Hij groeide als jeugdspeler op bij RSC in zijn woonplaats Rossum in de provincie Overijssel. Bij RSC debuteerde hij op zijn zestiende in het eerste elftal.
Op 22-jarige leeftijd kreeg hij een contract bij Heracles Almelo dat in die periode officieel de naam SC Heracles '74 droeg. 
De aanvaller speelde vijf seizoenen in de Eerste divisie, van 1979 tot 1984. Hij besloot na het profavontuur bij Heracles terug te keren naar zijn oude vereniging RSC waar hij als speler-trainer aan de slag ging.
Na twee seizoenen zocht hij het hogerop bij  STEVO. Met de club uit Geesteren promoveerde hij in 1989 naar de Hoofdklasse, het hoogste amateurniveau.
In 1991 sloot hij zijn spelersloopbaan af.

## Trainer
Tijdens zijn laatste voetbaljaren begon hij bij STEVO als jeugdtrainer. Direct nadat hij als voetballer was gestopt, werd PH Almelo in 1991 zijn eerste vereniging als hoofdtrainer. Hij trainde daarna een lange reeks clubs. Anno 2024 is hij assistent-trainer bij DETO.    

## Wedstrijdstatistieken
| Seizoen | Club        | Competitie     | wed. | goals |
| ------- | ----------- | -------------- | ---- | ----- |
| 1979/80 | SC Heracles | Eerste divisie | 29   | 5     |
| 1980/81 | SC Heracles | Eerste divisie | 30   | 3     |
| 1981/82 | SC Heracles | Eerste divisie | 32   | 5     |
| 1982/83 | SC Heracles | Eerste divisie | 14   | 2     |
| 1983/84 | SC Heracles | Eerste divisie | 12   | 1     |